# Ersen Martin
Ersen Martin (Marktredwitz, 23 maggio 1979 – Smirne, 19 marzo 2024) è stato un calciatore turco, di ruolo attaccante.

## Biografia

### Club
Giocò nella prima divisione turca.

### Nazionale
Tra il 2004 ed il 2006 disputò complessivamente 3 partite nella nazionale turca. In precedenza, tra il 2000 ed il 2001, giocò anche 3 partite con la nazionale Under-21.

### Decesso
Nel maggio del 2022 subì un'improvvisa rottura dell'aorta. Ricoverato da allora in ospedale, morì a Smirne il 19 marzo 2024 all'età di 44 anni.

## Palmarès

### Club

#### Competizioni nazionali
- Coppa Atatürk: 1

Besiktas: 2000